# Генерал-капитанство Гватемала
Генерал-капитанство Гватемала (исп. Capitanía General de Guatemala), иногда называемое Королевство Гватемала (исп. Reino de Guatemala) — административная единица Испанской империи, существовавшая в 1609—1821 годах.
Испанское завоевание территорий, впоследствии составивших генерал-капитанство, началось в 1524 году. На севере Педро де Альварадо и Эрнан Кортес возглавили экспедиции на территории современных Гватемалы и Гондураса; на юге Франсиско Эрнандес де Кордоба (основатель Никарагуа) вторгся на территорию современного Никарагуа. По мере завоевания Центральной Америки испанцами учреждались новые провинции — Чьяпас, Гватемала, Гондурас, Никарагуа. Королевским декретом от 20 ноября 1542 года эти провинции были ликвидированы, а на их месте учреждена Королевская аудиенсия Гватемалы.
В конце XVI века, чтобы предотвратить проникновение в Карибский регион других государств, испанские монархи начали создавать в отдельных областях генерал-капитанства. В 1609 году президент Аудиенсии Гватемалы получил дополнительный титул — «генерал-капитан», получив таким образом автономию в административных и военных делах (хотя и оставался в подчинённом положении по отношению к вице-королю Новой Испании). На тот момент в его подчинении находились территории современного мексиканского штата Чьяпас и современных государств Гватемала, Сальвадор, Гондурас, Никарагуа и Коста-Рика, резиденция находилась в городе Гватемала.
Реформы Бурбонов, начатые в 1786 году, заменили большинство коррехимьенто на интендантства, а генерал-капитан Гватемалы стал суперинтендантом Гватемалы (де-факто являясь одновременно ещё и интендантом города Гватемала). В 1812 году Кадисские кортесы разделили регион на две провинции: Гватемала (Гватемала, Чьяпас, Гондурас и Сальвадор) и Никарагуа-и-Коста-Рика (Никарагуа и Коста-Рика), при этом губернатор Гватемалы сохранил должность «генерал-капитана Центральной Америки и Чьяпас». В 1821 году генерал-капитанство формально прекратило существование, войдя в состав Мексиканской империи. После падения империи в 1824 году на территории генерал-капитанства образовалось независимое государство — Соединённые Провинции Центральной Америки (лишь Чьяпас колебался, долгое время выбирая между тем, войти ли ему в состав этого государства или в состав Мексики; в итоге он был оккупирован мексиканскими войсками и насильно включён в состав Мексики). В 1840 году Соединённые Провинции распались на независимые государства Гватемала, Сальвадор, Гондурас, Никарагуа и Коста-Рика, чьи границы в целом соответствовали границам интендантств генерал-капитанства Гватемала.